# ハイド・アンド・シーク 暗闇のかくれんぼ
『ハイド・アンド・シーク 暗闇のかくれんぼ』（原題: Hide and Seek）は、2004年製作のアメリカ映画である。ジョン・ポルソン監督のサスペンス。ロバート・デ・ニーロとダコタ・ファニング主演のスリラーで、公開当時、日本では数箇所だけで別パターンのエンディングを上映して話題を呼んだ。DVDでは更に別のパターンを収録している。PG12作品。

## ストーリー
ある日、自分の母親・アリソンの自殺の現場を見てしまったエミリーは心を閉ざしてしまう。それを心配した父であり心理学者でもあるデイヴィッドは、エミリーと飼い猫のセバスチャンと一緒にニューヨーク郊外に移り住むことにする。しかし、そこでエミリーは見えない友達、チャーリーと遊ぶようになる。
友人の医師・キャサリンの助言もあり、当初は心を癒すためのイマジナリーフレンドとしてチャーリーを受け入れていたデイヴィッドだったが、惨殺されたセバスチャンを前にしてチャーリーに殺されたとエミリーが主張した時からチャーリーの話題に嫌悪感を露にするようになる。
エミリーの状態を改善しようと、デイヴィッドは近所に住む女性・エリザベスとその姪・エイミーを家に招くが、友達は要らないというエミリーは二人を拒絶する。日を改めてキャラウェイ家を訪れたエリザベスは、エミリーとのかくれんぼの最中に何者かに突き落とされて命を落とす。チャーリーが遺体を運ぶのを手伝わされた、とエミリーから聞いたデイヴィッドは、アリソンの時と酷似した形で風呂に置かれたエリザベスの遺体を発見する。
ナイフを手にしたデイヴィッドは恐怖心から近隣住民をチャーリーと思い込んで切りつけ、警察を呼ばれる。帰宅したデイヴィッドは、引っ越しから日が経つのに書斎の荷物が全く片付いていないことに気づき、そこからチャーリーは妻の浮気を目撃して解離性同一性障害を発症したデイヴィッド自身であったことと、アリソンも自ら手に掛けたことを思い出す。エミリーはチャーリーが父であることを知っていたものの、母を殺害したのがどちらの人格なのか分からなかった為に口を閉ざしており、エリザベスの件で漸くチャーリーの方が犯人であることを確信していた。
真実を知ったデイヴィッドは完全にチャーリーに支配されてしまい、通報を受けた警官を手に掛ける。エミリーはキャサリンに助けを求め、駆け付けたキャサリンは警官の銃を持ってキャラウェイ宅近くの洞窟でチャーリーを見つける。だまし討ちを受け、デイヴィッドへの呼びかけも空しく完全に殺人鬼と化した彼に追いつめられるキャサリンだったが、エミリーが気を惹いた隙を突いてチャーリーを射殺する。
後日、キャサリンに引き取られたエミリーの様子が描かれ、本作は幕を閉じる。

## 登場人物
デイヴィッド・キャラウェイ
演 - ロバート・デ・ニーロ
心理学者。実は二重人格者であり、チャーリーの正体。
エミリー・キャラウェイ
演 - ダコタ・ファニング
デイヴィッドとアリソンの娘。9歳。母の死により心を閉ざす。チャーリーというイマジナリーフレンドがいる。
キャサリン
演 - ファムケ・ヤンセン
デイヴィッドの友人。医師。エミリーの診察を担当して面倒を見る。
エリザベス・ヤング
演 - エリザベス・シュー
キャラウェイ家の近所に住む女性。
アリソン・キャラウェイ
演 - エイミー・アーヴィング
故人。風呂場で手首を切って自殺。実は夫ではない男と浮気しており、それを知ったデイヴィッドに殺害されたのが死の真相。
ハファティ
演 - ディラン・ベイカー
保安官。チャーリーに殺害される。
ハスキンス
演 - デビッド・チャンドラー
キャラウェイ家の家の手配をしてくれた男性。
ローラ
演 - メリッサ・レオ
キャラウェイ家の隣人の女性。
スティーブン
演 - ロバート・ジョン・バーク
ローラの夫。

## キャスト
| 役名                       | 俳優                     | 日本語吹替           | 日本語吹替                                       |
| 役名                       | 俳優                     | ソフト版             | テレビ東京版                                     |
| -------------------------- | ------------------------ | -------------------- | ------------------------------------------------ |
| デイヴィッド・キャラウェイ | ロバート・デ・ニーロ     | 堀勝之祐             | 小川真司                                         |
| エミリー・キャラウェイ     | ダコタ・ファニング       | かないみか           | 堀江由衣                                         |
| キャサリン                 | ファムケ・ヤンセン       | 山像かおり           | 深見梨加                                         |
| エリザベス・ヤング         | エリザベス・シュー       | 藤貴子               | 佐々木優子                                       |
| アリソン・キャラウェイ     | エイミー・アーヴィング   | 堀越真己             | 相沢恵子                                         |
| ハファティ保安官           | ディラン・ベイカー       | 廣田行生             | 野島昭生                                         |
| ローラ                     | メリッサ・レオ           | 津田真澄             | 佐藤しのぶ                                       |
| スティーブン               | ロバート・ジョン・バーク | 秋間登               | 玄田哲章                                         |
| ハスキンス                 | デビッド・チャンドラー   | 魚建                 | 辻親八                                           |
| その他                     | N/A                      | 掛川公岳 大鐘則子    | 世戸さおり 藤井啓輔                              |
|                            |                          |                      |                                                  |
| 演出                       |                          | 松川陸               | 高橋剛                                           |
| 翻訳                       |                          | 久保喜昭             | 芝谷真由美                                       |
| 調整                       |                          | 菊地一之             | 飯村靖雄                                         |
| 効果                       |                          |                      | リレーション                                     |
| 担当                       |                          |                      | 柴川謙一 孫田利哉 （ブロードメディア・スタジオ） |
| 制作                       |                          | マイ・ディア・ライフ | ブロードメディア・スタジオ                       |

- テレビ東京版：初回放送2008年8月7日『木曜洋画劇場』